# Priamo Leonardi
Priamo Leonardi (Borgo Val di Taro, 2 ottobre 1888 – Parma, 16 marzo 1984) è stato un ammiraglio italiano.

## Biografia
Priamo Leonardi nacque a Borgo Val di Taro, in provincia di Parma, nel 1888, ed entrò nell'Accademia navale di Livorno nel 1907. Ne uscì col grado di guardiamarina nel 1911, e nello stesso anno prese parte alla Guerra italo-turca a bordo dell'incrociatore corazzato Amalfi.
Dopo la promozione a tenente di vascello, Leonardi partecipò alla prima guerra mondiale, dapprima imbarcato sull'incrociatore corazzato Francesco Ferruccio, poi sulla nave da battaglia Duilio ed infine presso il Comando Superiore Navale in Albania. Nel 1920 ottenne il suo primo comando, una torpediniera. Tra il 1926 ed il 1928, promosso a capitano di corvetta, Leonardi comandò i cacciatorpediniere Monfalcone e Francesco Crispi; nel 1928 fu promosso a capitano di fregata ed assegnato all'Ufficio Informazioni dello Stato Maggiore della Marina. Tra il 1933 ed il 1934 comandò l'esploratore Tigre in Mar Rosso, e tra il 1934 ed il 1935 comandò il posamine Lepanto, di base a Shanghai.
Nel 1936 Leonardi fu promosso a capitano di vascello e ricevette il comando dell'incrociatore leggero Bartolomeo Colleoni. Mantenne questo incarico fino al 1938, partecipando alle operazioni connesse alla guerra civile spagnola; nel 1938 divenne comandante della nave coloniale Eritrea, dislocata in Mar Rosso.
Allo scoppio della seconda guerra mondiale, Leonardi era il comandante in seconda dell'Arsenale militare marittimo della Spezia. Successivamente divenne capo di Stato Maggiore del Dipartimento Militare Marittimo Alto Adriatico, e nel 1942 fu promosso a contrammiraglio. Nel gennaio 1943, a seguito dell'occupazione italo-tedesca della Francia di Vichy, gli fu assegnato il comando della neocostituita Piazza Militare Marittima di Tolone, e fu al contempo nominato capo di Stato Maggiore del neonato Dipartimento Militare Marittimo della Provenza.
L'8 giugno 1943 Leonardi fu nominato comandante della piazza militare marittima di Augusta-Siracusa. Tale piazzaforte era la meglio armata della Sicilia, con sei batterie costiere di grosso e medio calibro (381 mm, 254 mm, 152 mm), 17 batterie contraeree (cannoni da 76 e 102 mm), due pontoni armati (dotati di cannoni da 149 e 190 mm); per il fronte a terra (50 km) c'era invece una catena di 30 capisaldi presidiati da due battaglioni costieri. Come per molte altre piazzeforti della Regia Marina, le difese di Augusta erano formidabili sul lato mare, ma piuttosto deboli sul lato terra; per questo i comandi britannici non intendevano occuparla mediante sbarco, bensì con un attacco dall'entroterra portato da forze sbarcate altrove, al di fuori della portata delle batterie costiere, aggirando così le difese del lato mare e colpendo laddove esse erano più deboli. Quando le forze angloamericane sbarcarono in Sicilia, il 10 luglio 1943, non vi fu pertanto alcuno sbarco sulla costa di Augusta; una colonna dell'VIII Armata britannica, invece, sbarcò tra Pachino e Avola e da lì mosse contro Augusta e Siracusa, attaccando sul fiume Anapo. Le batterie e posizioni italiane nell'area vennero attaccate anche da paracadutisti britannici (Operazione Ladbroke) e forze speciali del SAS.
L'ammiraglio Leonardi tentò di arginare l'avanzata britannica con reparti raccogliticci, ma con scarsi risultati, non disponendo di artiglierie (i cannoni della piazzaforte, come sopra menzionato, erano tutti di tipo antinave od antiaereo: utili i primi per respingere uno sbarco ed i secondi contro gli aerei, ma entrambi inutili contro un attacco da terra) né di truppe organiche. Mentre le forze britanniche dilagavano verso l'interno e verso Siracusa, Leonardi cercò di organizzare un contrattacco insieme a reparti tedeschi, ma nella notte tra il 10 e l'11 luglio – mentre Leonardi si trovava lontano da Augusta e dal suo quartier generale, essendosi recato di persona nell'entroterra per dirigere il contrattacco sull'Anapo – gran parte della guarnigione di Augusta, ed in particolare il personale della MILMART (una specialità della Milizia Volontaria per la Sicurezza Nazionale incaricata della difesa costiera: il suo personale era reclutato localmente ed il suo morale era particolarmente basso, sia per la preoccupazione per le condizioni delle famiglie, sia perché si era sparsa la voce che i britannici fucilassero i fascisti catturati) che armava le batterie costiere, abbandonò i propri posti, fece saltare batterie e fortificazioni, si sbandò e rientrò alle proprie case, abbandonando la divisa. Quando fu informato dell'accaduto, Leonardi mise insieme qualche reparto di territoriali e sbandati e tentò di organizzare una difesa insieme a reparti tedeschi; nei giorni successivi l'ammiraglio continuò a spostarsi tra i reparti dipendenti per cercare di tenerne alto il morale e mantenersi in contatto con le sue forze, sempre più eterogenee e disperse, ed il 12 luglio giunse anche a rimettere personalmente in efficienza una batteria della MILMART abbandonata dai suoi serventi, aprendo con essa il fuoco sul primo cacciatorpediniere britannico che cercò di entrare nel porto di Augusta. Questi movimenti, tuttavia, ebbero anche l'effetto di impedire a molti dei suoi subordinati di mettersi in contatto con lui, generando ulteriore confusione. L'abbandono e la distruzione delle batterie costiere permise alla Royal Navy di sbarcare truppe direttamente ad Augusta; nonostante combattimenti che in alcune zone furono anche accaniti, sia Augusta che Siracusa caddero entro il 13 luglio. Leonardi stesso fu catturato dai britannici sei giorni più tardi e fu inviato in un campo di prigionia nel Regno Unito, dove rimase fino al novembre 1944.
Il comando della 6ª Armata, incaricata della difesa della Sicilia, ritenne Leonardi responsabile della caduta della piazzaforte di Augusta-Siracusa, e ne propose il deferimento alla corte marziale, ma tale proposito non ebbe seguito. La Repubblica di Salò, tuttavia, in cerca di capri espiatori nell'ambiente militare per giustificare le sconfitte del regime, accusò Leonardi di codardia e tradimento, lanciando contro l'ammiraglio false accuse di aver ordinato la distruzione delle batterie costiere e di aver consegnato Augusta al nemico senza combattere; venne processato e condannato a morte in contumacia nell'ambito di un processo farsa del ricostituito Tribunale speciale per la difesa dello Stato nel maggio 1944. Dopo la fine del conflitto, nel novembre 1945, fu condotta un'inchiesta circa la condotta di Leonardi negli eventi che portarono alla caduta di Augusta; la commissione d'inchiesta concluse che l'ammiraglio aveva fatto quanto era in suo potere durante l'invasione della Sicilia, tanto che nel 1947 gli fu conferita una Medaglia d'Argento al Valor Militare.
Promosso ad ammiraglio di divisione nel 1945, Leonardi venne collocato in ausiliaria l'anno seguente; nel 1958 fu promosso Ammiraglio di Squadra nella riserva. Morì a Parma il 16 marzo 1984.